# Makrélafélék

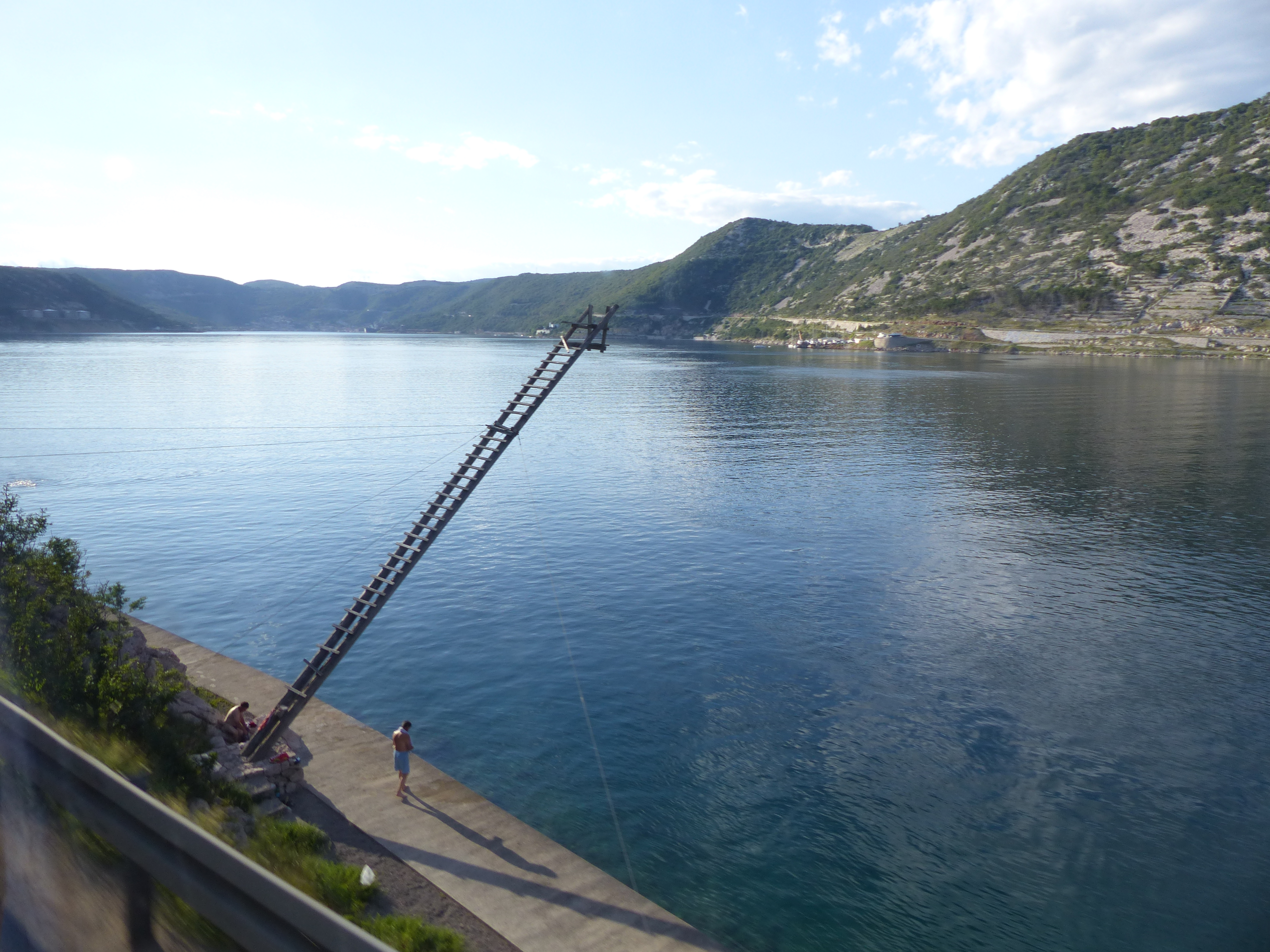
Tonhalfigyelő emelvény az Adria partján. A vonuló tonhalak megfigyelésére figyelő ilyen árbócok szolgáltak. A létraszerű építmény felső végén egy ülés volt, ebben tartózkodott a tonhalak vonulását figyelő halász. Ahogy megérkezett a halraj, a csónakokban várakozó halászok a fenn ülő kémlelő utasításai szerint vetették ki a hálóikat

A makrélafélék (Scombridae) a sugarasúszójú halak (Actinopterygii) osztályába, a sügéralakúak (Perciformes) rendjébe tartozó család.

## Rendszerezés
A családba az alábbi 2 alcsaládok, nemek és fajok tartoznak:

### Gasterochismatinae
A Gasterochismatinae alcsaládba 1 nem és 1 faj tartozik
- Gasterochisma (Richardson, 1845) 
  - Legyezőszárnyú hal (Gasterochisma melampus)

### Scombrinae
A Scombrinae alcsaládba 4 nemzetség és faj tartozik
- Sardini nemzetségbe 4 nem tartozik
  - Cybiosarda  ( Whitley, 1935) – 1 faj
    - Cybiosarda elegans

  - Gymnosarda (Gill, 1862) – 1 faj
    - Gymnosarda unicolor

  - Orcynopsis (Gill, 1862) – 1 faj
    - Karcsú palamida (Orcynopsis unicolor)

  - Sarda (Cuvier, 1829) – 4 faj 
    - Sarda australis
    - Sarda chiliensis
    -  Sarda orientalis
    - Bonitó (Sarda sarda)

- Scomberomorini nemzetségbe 3 nem tartozik
  - Acanthocybium (Gill, 1862) -1 faj
    - Nyugat-afrikai spanyolmakréla (Acanthocybium solandri)

  - Grammatorcynus (Gill, 1862) – 2 faj
    - Grammatorcynus bicarinatus
    - Grammatorcynus bilineatus

  - Scomberomorus Lacepède, 1801 – 18 faj

- Scombrini – 2 nem
  - Rastrelliger (Jordan és Starks in Jordan és Dickerson, 1908) – 3 faj
    - Rastrelliger brachysoma
    - Rastrelliger faughni
    - Indiai makréla (Rastrelliger kanagurta)

  - Scomber Linnaeus, 1758 – 4 faj

- Thunnini – 5 nem 
  -  Allothunnus (Serventy, 1948) – 1 faj
    - Allothunnus fallai

  - Auxis (Cuvier, 1829) – 2 faj
    - Auxis rochei
    - Páncélos makrahal (Auxis thazard)

  - Euthynnus (Lütken in Jordan and Gilbert, 1883) – 3 faj
    - Euthynnus affinis
    - Harántsávos tonmakréla (Euthynnus alletteratus)
    - Euthynnus lineatus

  - Katsuwonus Kishinouye, 1915 – 1 faj
  - Thunnus South, 1845 – 8 faj